# ウォッチャーズ
ウォッチャーズ（Watchers）
- ディーン・R・クーンツの小説。
- 上記小説を原作とする映画シリーズ。第1作『ウォッチャーズ/第3生命体』、第2作『ウォッチャーズ2』、第3作『デス・クリーチャー/殺戮変異体』、第4作『D.N.A.IV』。
- アメリカのテレビドラマシリーズ。
- ロイヤル・ハントのアルバム。
- 2009年公開の映画。本項で記す。

『ウォッチャーズ』（原題:Homecoming）は2009年公開のアメリカ映画。

## ストーリー
ペンシルベニア州の田舎町の高校のフットボールチームの元花形選手のマイクは今も町のヒーロー。シカゴの大学に通っていたマイクはクリスマス休みで恋人のエリザベスと一緒に久しぶりに帰郷する。そして、いとこのビリーから高校時代にマイクの恋人だったシェルビーが未だにマイクのことを忘れていないと聞かされる。付き合っていた頃は町で有名な仲良しカップルだった。そしてマイクとシェルビーは再会。シェルビーは今は町郊外のボウリング場兼ダイナーを経営しているという。マイクはシェルビーにエリザベスを紹介するとシェルビーは酷くショックを受けた。進学のために別れたこともありマイクを異常なまでに今まで愛し続けていたシェルビーはエリザベスを紹介されたことによりさらにおかしくなっていきついに、マイクと再び一緒になるためエリザベスを誘拐し監禁、さらに殺そうとする。

## キャスト
- シェルビー・マーサー - ミーシャ・バートン[2][3]（小林沙苗）[1]
- マイク・ドナルドソン - マット・ロング[2][3]（杉山紀彰）[1]
- エリザベス・ミッチャム - ジェシカ・ストループ[2][3]（佐古真弓）[1]
- ビリー・フレッチャー - マイケル・ランデス[2][3]（土田大）
- アダムズ - アレン・ウィリアムソン[2][3]
- ビリック - ジョシュア・イライジャ・リース[3]
- デイヴィス - ニック・パスカル[3]
- エルフマン - ジョー・フォルジオーネ[3]
- ヤブロンスキー - アレックス・フーパー[3]
- 捜索隊の女の子 - オリヴィア・デュボール
- マーク - マーク・ローレンス
- リサ - ビルティー・ベル[3]
- アリーシャ - アマンダ・ジェーン・クーパー[3]
- ミセス・ドナルドソン - デニーズ・ダル・ヴェラ[3]
- テイラー - メアリー・グリフィン[3]
- 運動している人 - ベンジャミン・ジェラン・マッギン[3]
- ジャッキー - ダニエル・サイモン[3]
- ロイド・クリスチャンセン - ロバート・ヘイリー[2]
- エディ - ハンター・シーグローヴズ[2]（阪口周平）

その他日本語吹き替え
佐藤しのぶ、金子由之、中博史、滝沢ロコ、鈴森勘司、中川慶一、林和良、新田英人、溝邉祐子、平野夏那子、高倉有加

## DVD
ワーナー・ブラザースより2009年11月3日リリース。